# Bundesamt für die Sicherheit der nuklearen Entsorgung

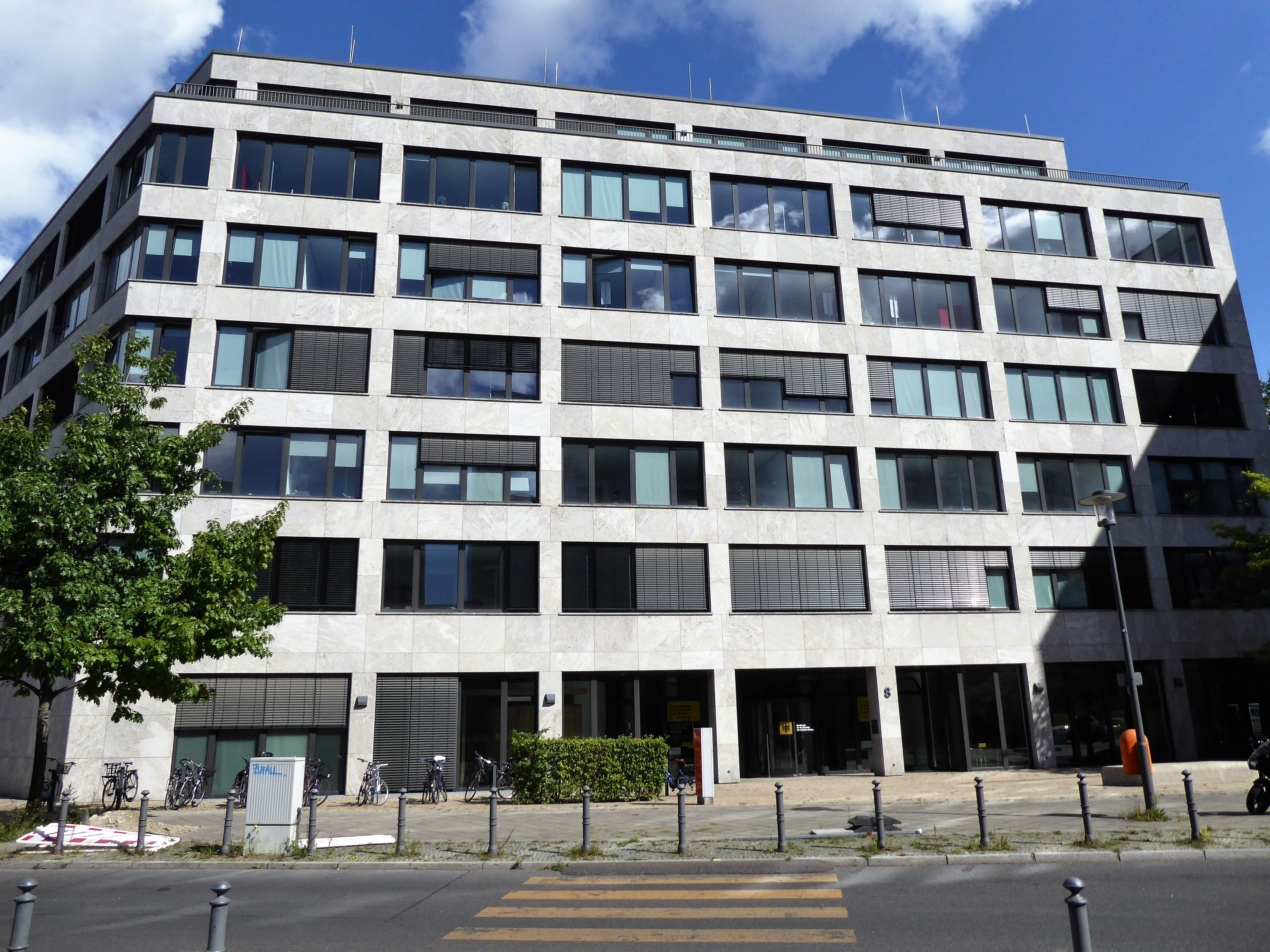
Charlottenburg Wegelystraße 8; Bundesamt für die Sicherheit der nuklearen Entsorgung

Das Bundesamt für die Sicherheit der nuklearen Entsorgung (BASE) ist eine gesetzlich errichtete (§ 1 BfkEG), selbständige Bundesoberbehörde im Geschäftsbereich des Bundesministeriums für Umwelt, Klimaschutz, Naturschutz und nukleare Sicherheit (BMUKN). Es nahm am 1. September 2014 seine Tätigkeit auf. Präsident ist Christian Kühn.

## Geschichte
Nach dem Atomausstieg der Regierung Merkel/Westerwelle beschlossen die Regierungsparteien mit den Oppositionsparteien SPD und Grüne, ein neues Gesetz zur Suche eines Endlagers zu verabschieden. Die vier Fraktionen brachten im Mai 2013 den Entwurf eines Gesetzes zur Suche und Auswahl eines Standortes für ein Endlager für Wärme entwickelnde radioaktive Abfälle und zur Änderung anderer Gesetze (Standortauswahlgesetz – StandAG) ein. Dieser Entwurf eines Artikelgesetzes enthielt einen Art. 3 (Gesetz über die Errichtung eines Bundesamtes für kerntechnische Entsorgung) (BfkEG) mit nur drei Paragraphen. Im Laufe des Gesetzgebungsverfahrens wurde § 1 BfkEG ergänzt und mit § 4 BfkEG Übergangsvorschriften angefügt. Das BfkEG trat zum 1. Januar 2014 in Kraft, so dass an diesem Tag das Bundesamt für kerntechnische Entsorgung formal gegründet wurde.
Durch Art. 4 Nummer 1 des Gesetzes zur Neuordnung der Organisationsstruktur im Bereich der Endlagerung (NeuOrgG) wurde die Behörde zum 30. Juli 2016 in Bundesamt für kerntechnische Entsorgungssicherheit (BfE) umbenannt. Grund für die Umbenennung war die Absicht, das Bundesamt deutlicher gegenüber der Bundesgesellschaft für Endlagerung (BGE) abzugrenzen. Gleichzeitig wurden dem BfE wesentliche Aufgaben des Bundesamtes für Strahlenschutz (BfS) im Bereich der kerntechnischen Sicherheit und der nuklearen Entsorgungssicherheit übertragen. Maßgebliche Aufgaben des BfE (heute BASE) werden aus diesem Grund am Dienstsitz Salzgitter wahrgenommen, wo auch ein Großteil des Personals ansässig ist.
Das Bundesamt wurde seit seiner Gründung 2014 bis 2016 kommissarisch von Ewold Seeba, dem späteren Vorsitzenden Geschäftsführer der BGZ Gesellschaft für Zwischenlagerung, geleitet. Am 1. August 2016 wurde Wolfram König zum neuen Präsidenten ernannt, der bis dahin Präsident des BfS war.
Zum 1. Januar 2020 wurde das Bundesamt für kerntechnische Entsorgungssicherheit (BfE) in Bundesamt für die Sicherheit der nuklearen Entsorgung (BASE) umbenannt.
Wolfram König trat Ende Januar 2024 in den Ruhestand. Am 15. Februar 2024 wurde Christian Kühn Präsident des Bundesamtes.

## Organisation
Das Bundesamt untersteht der Aufsicht des BMUKN. Es wird von einem Präsidenten geleitet mit einer Vizepräsidentin als ständiger Vertreterin. Neben dem Präsidialbereich gliedert sich das BASE in folgende Abteilungen:
- Abteilung Z: Zentrale Services
- Abteilung T: Verwaltungstransformation und Öffentlichkeitsarbeit
- Abteilung F: Forschung und Langzeitdokumentation
- Abteilung B: Beteiligung
- Abteilung A: Aufsicht
- Abteilung G: Genehmigungen
- Abteilung N: Nukleare Sicherheit

Zusätzlich gibt es zwei Stabsstellen. Die Stabstelle Innenrevision und Korruptionsprävention ist direkt dem Präsidenten unterstellt. Die Stabstelle Managementsystem und Audits ist der Vizepräsidentin zugeordnet.
Der Dienstsitz des Bundesamtes ist vorläufig in Berlin. Weitere Dienstsitze befinden sich in Bonn, Köln und Salzgitter.

## Aufgaben
Das Bundesamt für die Sicherheit der nuklearen Entsorgung ist die zentrale Bundesbehörde für die Genehmigung, Aufsicht und Regulierung in den Bereichen End- und Zwischenlagerung sowie für den Umgang und Transport von radioaktiven Abfällen. Das Aufgabenspektrum des BASE kann anhand seiner Organisationsstruktur näher beschrieben werden. Das Aufgabenfeld der kerntechnischen Sicherheit umfasst die
- Aufsicht über Endlager für wärmeentwickelnde radioaktive Stoffe und die Schachtanlage Asse II;
- Entgegennahme und Bekanntmachung von Informationen nach § 7 Absatz 1c AtG sowie die
- Erfassung und Dokumentation aller meldepflichtigen Ereignisse in kerntechnischen Einrichtungen (Störfallmeldestelle des Bundes).

Im Bereich der nuklearen Entsorgungssicherheit obliegt dem BASE die
- Genehmigung der Beförderung von Kernbrennstoffen nach § 4 AtG und Großquellen nach § 186 StrlSchG sowie deren Rücknahme oder Widerruf;
- staatliche Verwahrung von Kernbrennstoffen im Sinne des § 5 AtG;
- Genehmigung der Aufbewahrung von Kernbrennstoffen außerhalb der staatlichen Verwahrung (sog. Zwischenlager) gemäß § 6 AtG sowie deren Rücknahme oder Widerruf;
- Bauartzulassung von Versandstücken des Typs C, B(U), B(M) und von Versandstücken für spaltbare Stoffe (CF, B(U)F, B(M)F, AF und IF) sowie die
- Anerkennung ausländischer Bauartzulassungen von Versandstücken.

Im Rahmen des Standortauswahlverfahrens ist das BASE zuständig für die
- Festlegung von Erkundungsprogrammen und Prüfkriterien nach dem StandAG;
- Prüfung der Vorschläge des Vorhabenträgers nach § 14Absatz 2, § 16 Absatz 3 und § 18 Absatz 3 StandAG;
- Aufsicht über den Vollzug des Standortauswahlverfahrens nach § 19 Absatz 1 bis 4 StandAG sowie die
- Standortsicherung gemäß § 21 StandAG. Außerdem ist das BASE der
- Träger der Öffentlichkeitsbeteiligung im Standortauswahlverfahren.

Perspektivisch wird das BASE später weitere Aufgaben auf dem Gebiet der Zulassung und Aufsicht von Endlagern wahrnehmen. Hierzu gehören die
- Planfeststellung und Genehmigung von Endlagern für hochradioaktive Abfälle (§ 9b AtG);
- Erteilung der bergrechtlichen Zulassungen und sonstiger erforderlicher bergrechtlicher Erlaubnisse und Genehmigungen bei Zulassungsverfahren nach § 9b AtG für die Errichtung, den Betrieb und die Stilllegung von Anlagen des Bundes zur Sicherstellung und Endlagerung nach § 9a Absatz 3 AtG im Benehmen mit der zuständigen Bergbehörde des jeweiligen Landes;
- Bergaufsicht nach den §§ 69 bis 74 des Bundesberggesetzes über Anlagen des Bundes zur Sicherstellung und Endlagerung nach § 9a Absatz 3 AtG sowie die
- Erteilung von wasserrechtlichen Erlaubnissen oder Bewilligungen bei Zulassungsverfahren nach § 9b AtG für Anlagen des Bundes zur Sicherstellung und Endlagerung nach § 9a Absatz 3 AtG im Benehmen mit der zuständigen Wasserbehörde.

Darüber hinaus unterstützt das BASE das BMUKN fachlich und wissenschaftlich im Rahmen seiner Aufgabengebiete (§ 2 Absatz 2 BfkEG) und nimmt insoweit Aufgaben des Bundes wahr, mit deren Durchführung es vom BMUKN oder mit seiner Zustimmung von der sachlich zuständigen obersten Bundesbehörde beauftragt wird (§ 2 Absatz 3 BfkEG). Schließlich obliegt dem BASE auch eine hinreichende Forschungstätigkeit im Rahmen seiner Aufgabengebiete (§ 2 Absatz 4 BfkEG).

## Leitung
Seit dem 15. Februar 2024 leitet Christian Kühn das Bundesamt. Sein Amt ist in Besoldungsgruppe B 8 der Bundesbesoldungsordnung B eingruppiert. Er führt die Amtsbezeichnung Präsident.
Seine ständige Vertreterin ist Sybille Schultz-Hüskes, die am 1. September 2024 das Amt des Vizepräsidenten übernommen hat.
| Nr.   | Name           | Beginn der Amtszeit | Ende der Amtszeit |
| ----- | -------------- | ------------------- | ----------------- |
| 2.    | Christian Kühn | 15. Februar 2024    |                   |
| 1.    | Wolfram König  | 1. August 2016      | 31. Januar 2024   |
| komm. | Ewold Seeba    | 1. September 2014   | 31. Juli 2016     |

| Nr.   | Name                   | Beginn der Amtszeit | Ende der Amtszeit |
| ----- | ---------------------- | ------------------- | ----------------- |
| 3.    | Sybille Schultz-Hüskes | 1. September 2024   |                   |
| 2.    | Patrizia Nanz          | 1. Februar 2021     | März 2024         |
| 1.    | Silke Albin            | 12. Dezember 2017   | 31. Juli 2020     |
| komm. | Silke Albin            | August 2017         | 11. Dezember 2017 |

## Kritik
Andreas Troge, ehemaliger Präsident des Umweltbundesamtes, kritisierte 2014 die Gründung des Amtes mit den bisher vorgesehenen Kompetenzen als unnötige Doppelorganisation zum Bundesamt für Strahlenschutz.